# Сіхля
Сіхля (рум. Sihlea) — село у повіті Вранча в Румунії. Входить до складу комуни Сіхля.
Село розташоване на відстані 143 км на північний схід від Бухареста, 22 км на південь від Фокшан, 70 км на захід від Галаца, 119 км на схід від Брашова.

## Населення
За даними перепису населення 2002 року у селі проживали 2352 особи.
Національний склад населення села:
| Національність | Кількість осіб | Відсоток |
| -------------- | -------------- | -------- |
| румуни         | 2314           | 98,4%    |
| цигани         | 38             | 1,6%     |

Рідною мовою назвали:
| Мова      | Кількість осіб | Відсоток |
| --------- | -------------- | -------- |
| румунська | 2331           | 99,1%    |
| циганська | 21             | 0,9%     |